# María Teresa Pérez (política venezolana)
María Teresa Pérez es una política venezolana, diputada de la Asamblea Nacional por el circuito 1 del estado Lara y el partido Avanzada Progresista.

## Carrera
María Teresa es médico cirujano egresada de la Universidad Centro Occidental Lisandro Alvarado, en Barquisimeto. A partir del 10 de enero de 2013, sustituyó a la doctora Ileana Guarenas como directora regional de salud de la gobernación del estado Lara. Fue electa como diputada por la Asamblea Nacional para el periodo 2016-2021 como candidata para el circuito 1 del estado Lara en las elecciones parlamentarias de 2015 en representación de la Mesa de la Unidad Democrática por el partido Avanzada Progresista. Ha sido integrante de la Comisión Permanente de Desarrollo Social Integral.